# TAP3
TAP3 (Transferred Account Procedure 3) версия 3 формата данных Ассоциации GSM для обмена данными для начисления оплаты. Этот формат, в основном, используется в области мобильной радиосвязи для обмена платежной информацией в роуминге. Главное отличие от версий 1 и 2, которые имели фиксированную ширину полей, но были текстовыми в кодировке ASCII, версия 3 является бинарной (ASN.1-Syntax) и может быть прочитана только при помощи специального программного обеспечения.